# 約瑟夫-埃米爾·巴比爾
約瑟夫-埃米爾·巴比爾（法語：Joseph-Émile Barbier，1839年3月18日—1889年1月28日）是一名法國天文學家和數學家，以定寬曲線周長的巴比爾定理而知名。
巴比爾於1839年3月18日出生在法國加萊海峽省聖伊萊爾-科特。他曾就讀於同樣位於加萊半島的聖奧梅爾學院，之後又就讀於亨利四世中學。他於1857年進入巴黎高等師範學院，並於1860年完成學業，同年他發表了包含定寬曲線定理的論文。在這篇論文中，他也提出了避免使用積分的布豐投針問題，也就是所謂的布豐麵條。
他開始在尼斯的一所中學任教，但並不成功，不久便轉到巴黎天文台擔任助理天文學家。他於1865年離開巴黎天文台。1880年，約瑟·伯特蘭在沙朗頓瘋人院找到他。伯特蘭為巴比爾安排了生活費，並鼓勵他重新從事數學出版。
在他工作的後期，他又發表了十篇論文。他對伯特蘭的組合數學研究貢獻良多，並公佈了伯特蘭投票定理的一般化。他因其數學研究多次獲得法國科學院頒發的弗朗索瓦獎。
巴比爾於1889年1月28日在聖熱內萊爾逝世，享年49歲。